# Norman Biggs
Pour les articles homonymes, voir Biggs.

a Compétitions nationales et continentales officielles uniquement.

b Matchs officiels uniquement.
Norman Witchell Biggs, né le 3 novembre 1870 à Cardiff et mort le 27 février 1908 à Sakaba, est un joueur de rugby à XV gallois jouant au poste d'ailier tant en sélection nationale qu'avec le club de Cardiff RFC et qu'en comté avec Glamorgan. Norman Biggs obtient huit sélections. Il participe au premier tournoi britannique (en 1893) remporté par le pays de Galles en obtenant une Triple couronne.
Né à Cardiff, il a un frère qui est également international gallois, Selwyn, même s'ils ne disputent aucun match international ensemble.

## Biographie

### Jeunesse et débuts

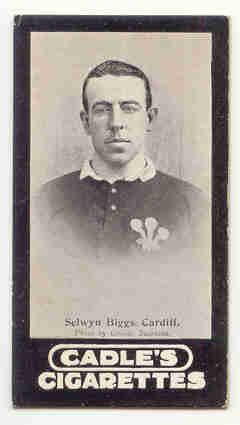
Selwyn Biggs, un des cinq frères de Norman

Norman Biggs naît à Cardiff le 3 novembre 1870, il est baptisé à l'église de St Mary un mois plus tard. Il est le fils de John et Emily Biggs, le troisième enfant d'une fratrie de six garçons. Son père, qui vit à Park Place dans le centre de la ville, est brasseur et possède des établissements à Cardiff et Bath. La famille Biggs est une famille de sportifs puisque les six fils portent le maillot du club de la capitale galloise. Parmi ses cinq frères, on peut citer Selwyn, de deux ans son cadet, qui est également international gallois mais ne joue pas avec Norman en équipe nationale, et aussi Cecil qui est le capitaine du Cardiff RFC lors de la saison 1904-1905.
Norman Biggs est scolarisé dans plusieurs écoles privées, dont la Lewinsdale School à Weston-super-Mare, avant d'aller à l'université. Il commence ses études supérieures au University College Cardiff avant de rejoindre le Trinity Hall de l'Université de Cambridge,. Pendant sa période estudiantine, il joue pour l'équipe de rugby des deux universités. Lorsqu'il revient à Cardiff après ses études, il est embauché dans la brasserie de son père. Il continue à jouer au rugby et intègre l'équipe du Cardiff RFC. Il dispute son premier match avec le club gallois le 9 mars 1887 face à l'équipe du Penarth RFC.

## Statistiques en équipe nationale
Norman Biggs dispute huit matches avec l'équipe du pays de Galles de 1888 à 1894 au cours desquels il marque deux essais. Il participe à quatre tournois britanniques et dispute un test match contre les Māori de Nouvelle-Zélande de rugby à XV en 1988.
| Année | Compétition         | Matches | Points | Essais |
| 1888  | Test match          | 1       | -      | -      |
| 1889  | Tournoi britannique | 1       | -      | -      |
| 1892  | Tournoi britannique | 1       | -      | -      |
| 1893  | Tournoi britannique | 3       | 4      | 2      |
| 1894  | Tournoi britannique | 2       | -      | -      |
| Total | Total               | 8       | 4      | 2      |